# عشق و حماقت
عشق و حماقت فیلمی به کارگردانی و نویسندگی حسین امیرفضلی محصول سال ۱۳۴۰ است.

## خلاصه داستان
مرد جوانی شیفتهٔ دختری می‌شود اما پدر مانع این ازدواج است...

## بازیگران
- شهین
- منصور سپهرنیا
- حسین امیرفضلی
- حمید قنبری
- عباس سراج
- ایران اوحدی
- حکمی
- گیتی فیضی